# بهامو

بهامو هي مدينة تقع في ولاية كاشين شمال ميانمار.